# Werner Richter
Werner Richter (21 de octubre de 1893 - 3 de junio de 1944) fue un general alemán durante la II Guerra Mundial. Fue condecorado con la Cruz de Caballero de la Cruz de Hierro. Werner Richter fue herido el 21 de mayo de 1944 y murió en Riga el 3 de junio de 1944.

## Condecoraciones
- Cruz de Caballero de la Cruz de Hierro el 7 de abril de 1944 como Generalleutnant y comandante de la 263.ª División de Infantería[1]